# 鞋底烧饼
鞋底烧饼，又称为鞋底火烧，是中国河北省枣强县的一种风味小吃。

## 历史
枣强鞋底烧饼出现在民国初年，是一种长圆形的发面烧饼，不带芝麻，因形状像布鞋鞋底，所以因此得名。最传统的吃法是把当地把熏肉夹在鞋底烧饼裡，这样趁热吃，口感外酥裡嫩，唇齿留香，别有一番滋味。

## 制作方法
所需的主要原料有精面粉、麻酱、香油、小茴香、煮肉汤。所用烤炉是特制的，分上下两层。把面团做成鞋底状后，先放在上层的铛上烙，待至七八成熟时便放到密闭的下层烤，使其外皮酥脆。要根据火侯和火性控制烘烤时间，一般是兩到三分钟。烤好后取出，切开一个口，把已煮好且经过熏制后放在老汤中的肉取出剁碎，放进鞋底烧饼裡。